# Universitetet i Franeker

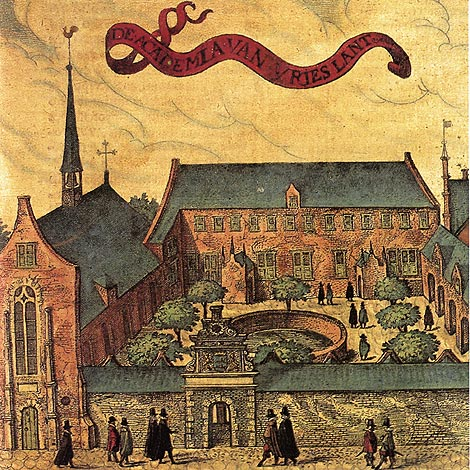
Universiteit van Franeker, Pieter Feddes van Harlingen, 1611.

Universitetet i Franeker (Universiteit van Franeker) (29 juli 1585 – 1811) var ett universitet i Franeker, Friesland, i nutidens Nederländerna. Det var det näst äldsta universitet i Nederländerna, grundat tio år efter universitetet i Leiden med ändamål att utbilda kalvinistiska präster.
Det var även känt som Academiae Franekerensis Frieslands universitet och var en hållplats för många puritaner, på flykt undan biskop William Lauds förföljelse, på sin väg till Amerika. Universitetet hade fyra fakulteter Artes liberales (filosofi, språk och matematik), teologi, juridik och medicin. Till universitetet hörde även en botanisk trädgård.
Ursprungligen hade universitetet ett utmärkt rykte och attraherade studenter från när och fjärran, men efter 1700 vände lyckan. Universitetet upplöstes av Napoleon 1811, tillsammans med universitetet i Harderwijk. År 1815 öppnades läroanstalten åter, men då som ett athenaeum utan universitetsrättigheter; 1843 stängdes även detta.

## Framstående professorer och alumni
- Lieuwe van Aitzema, historiker och diplomat
- Willem Baudartius, teolog
- Balthasar Bekker, teolog
- Court Lambertus van Beyma, politiker
- Govert Bidloo, anatom och livmedikus åt Vilhelm III av England
- Cornelius van Bynkershoek, jurist, president vid Hoge Raad der Nederlanden (Högsta Domstolen)
- Steven Blankaart, läkare och entomolog
- Johannes Bogerman, professor i teologi, ordförande vid Synoden i Dordrecht
- Sebald Justinus Brugmans, professor i fysik och matematik 1585
- Pieter Burman den yngre professor i historia 1736-1744
- Petrus Camper, professor i filosofi, anatomi och kirurgi 1750
- Johannes Coccejus, professor i hebreiska and teologi, 1643
- René Descartes, filosof (student 1629–1630)
- Johannes van den Driesche, professor i orientaliska språk vid Oxford 1575 och i Franeker 1585
- Sicco van Goslinga, statsman och diplomat
- Willem van Haren, poet och politiker
- Onno Zwier van Haren, författare och politiker
- Pieter Harting, professor i medicin 1841, farmakologi och växtfysiologi vid universitetet i Utrecht
- Johann Gottlieb Heineccius professor i juridik 1724–1727
- Daniel Heinsius, student och senare professor vid universitetet i Leiden
- Tiberius Hemsterhuis, professor i grekiska och historia 1720–1740
- Ulrik Huber, professor i juridik och politisk filosof
- Theodorus van Kooten, professor i latin och historia; poet och politiker
- Johann Samuel König, professor i matematik och filosofi 1744–1749
- Sibrandus Lubbertus, professor i teologi 1585-1625
- Johannes Maccovius, professor i teologi 1615, svåger till Saskia van Uylenburgh
- Henricus Antonides Nerdenus, professor i teologi 1585-1614
- Adriaan Metius, matematiker och astronom, professor extraordinarius 1598
- Johannes Mulder, (1769–1810) student och senare professor vid universitetet i Groningen
- Mattheus Brouërius van Nidek poet
- Gerard Noodt professor i juridik 1679-1686
- Jacob Perizonius,  professor i vältalighet och historia 1682-1693
- Murk van Phelsum, läkare
- Herman Alexander Röell, professor i teologi
- Peter Stuyvesant, guvernör för Nieuw-Amsterdam
- Jean Henri van Swinden, professor i fysik och filosofi 1766
- Christiaan Hendrik Trotz, professor i juridik 1741
- Jan Valckenaer, jurist, patriot och diplomat
- Lodewijk Caspar Valckenaer, professor i grekiska 1741-1765
- Johannes Henricus Voorda, professor i juridik 1797-1802
- Vilhelm IV av Oranien, Nederländernas arvståthållare
- Campegius Vitringa den äldre, professor i orientaliska språk och teologi